# ヴァンペッタ
ヴァンペッタ（Vampeta）ことマルコス・アンドレ・バチスタ・サントス（Marcos André Batista Santos, 1974年3月13日 - ）はブラジル・バイーア州ナザレ出身の元プロサッカー選手、サッカー指導者。元ブラジル代表。現役時代のポジションはミッドフィールダー（ボランチ）。

## 経歴
日韓ワールドカップを目指すブラジル代表に召集され、レギュラーに定着。苦戦しながらも地域予選突破に貢献。しかし本大会になるとジウベルト・シウバ、クレベルソンが重宝され控えに回ると、チームは優勝を果たすものの、ヴァンペッタは初戦のトルコ戦に後半27分から起用された1試合のみの出場にとどまった。

## 人物
高い身体能力と展開力を兼ね備えたボランチ。ヨーロッパでは本領を発揮できなかったものの、ブラジルのクラブでは攻守の要として活躍した。1999年にはブラジルのゲイ雑誌でヌードを披露、近年は政治活動にも意欲を見せるなど、ピッチの外でも話題に事欠かない。

## 代表歴

### 出場大会
- ブラジル代表
  - 1999 - コパ・アメリカ 優勝
  - 2002 - FIFAワールドカップ 優勝

### 試合数
- 国際Aマッチ 39試合 2得点（1998年-2002年）[1]

| ブラジル代表 | 国際Aマッチ | 国際Aマッチ |
| 年           | 出場        | 得点        |
| ------------ | ----------- | ----------- |
| 1998         | 3           | 0           |
| 1999         | 11          | 0           |
| 2000         | 9           | 2           |
| 2001         | 12          | 0           |
| 2002         | 4           | 0           |
| 通算         | 39          | 2           |